# Волфганг фон Льовенщайн
Волфганг фон Льовенщайн (на немски: Wolfgang von Löwenstein; * 25 март 1493; † 15 януари или 15 април 1512, дворец Льовенщайн) е граф на Льовенщайн, от фамилията Льовенщайн-Вертхайм.

## Живот
Той е най-големият останал жив син на граф Лудвиг I фон Льовенщайн († 1523) и първата му съпруга Елизабет фон Монфор († 13 януари 1503), дъщеря на Хуго XIII (XI) фон Монфор-Ротенфелс-Арген-Васербург († 1491) и Елизабет фон Верденберг († 1467). Внук е на курфюрст Фридрих I от Пфалц († 1476) от род Вителсбахи и втората му (морганатичен брак) съпруга Клара Тот († 1520) от Аугсбург. Баща му се жени втори път 1509 г. за София Бьоклин († 13 януари 1510), вдовица на граф Конрад III фон Тюбинген (1449 – 1506). Брат е на Лудвиг II († 1536) и Фридрих I фон Льовенщайн († 1541), които наследяват баща си.
Волфганг се жени на 15 януари 1512 г. в дворец Льовенщайн за Елизабет фон Хоенлое-Нойенщайн (* 18/24 ноември 1495; † 1536/1540), дъщеря на граф Крафт VI фон Хоенлое-Вайкерсхайм († 1503) и графиня Хелена фон Вюртемберг († 1506). Те нямат деца.
Волфганг умира преди баща си бездетен на 15 април 1512 г. в дворец Льовенщайн на 18 години. Вдовицата му Елизабет фон Хоенлое се омъжва втори път през 1522/1523 г. за фрайхер Георг фон Хевен († 1542, убит в битка с турците).